# Matamoras (Ohio)
Matamoras – wieś w Stanach Zjednoczonych, w stanie Ohio, w hrabstwie Washington.